# Neville Alexander
Neville Edward Alexander (Cradock, 22 de outubro de 1936 — 27 de agosto de 2012) foi um multilinguista e ex-revolucionário sul-africano, também conhecido por ter sido companheiro de cela de Nelson Mandela.
Em 2008 recbeu o Linguapax Prize.